# Cover You in Oil
«Cover You in Oil» es una canción de la banda australiana de hard rock AC/DC, perteneciente al álbum de estudio Ballbreaker, de 1995. 
Cuenta con una letra típicamente licenciosa ("I see a young girl in the neighbourhood ... I must confess I'd like to run my hands up and down her legs ..." en español:" veo a una joven del barrio ... Debo confesar que me gustaría correr mis manos hacia arriba y por sus piernas ..."). 
Fue lanzado como el segundo sencillo de su álbum Ballbreaker en el año 1996. Los lados b del sencillo fueron las canciones Love Bomb y Ballbreaker.

## Video musical
El video musical de Cover You in Oil muestra a AC/DC interpretando la canción en una antiguo taller mecánico. Se muestran también imágenes de un grupo de mujeres reparando maquinarias y empapadas de aceite, como así también se muestran escenas de Angus Young realizando su paso de pato en el aire, por las paredes, sobre una cuerda suspendida, sobre brasas y en un río en Sídney mientras toca su Gibson SG.
Se puede ver luego que las mujeres que reparaban las maquinarias luego toman una ducha, de la cual sale aceite. El video finaliza con Angus Young abriéndose paso en un mar de petróleo.
El videoclip fue incluido en el disco 3 del DVD recopilatorio Family Jewels, lanzado en 2009 en el box set Backtracks.

## Lista de canciones
Todas las letras escritas por Angus Young y Malcolm Young, toda la música compuesta por AC/DC. 
| Lanzamiento promocional |        |          |  |
| N.º                     | Título | Duración |  |

## Personal
- Brian Johnson – voz
- Angus Young – guitarra
- Malcolm Young – guitarra rítmica, voz secundaria
- Cliff Williams – bajo, voz secundaria
- Phil Rudd – batería

## Posicionamiento en listas
| Lista (1996)                     | Mejor posición |
| -------------------------------- | -------------- |
| Estados Unidos (Mainstream Rock) | 9              |